# Gigi Ravelli
Gigi Teresa Christiana Ravelli (Laren, 28 juni 1982) is een Nederlands actrice en presentatrice. Ze kreeg bij het grote publiek vooral naamsbekendheid door haar rol als Lorena Gonzalez die ze van 2007 tot 2014 vertolkte in de soap Goede tijden, slechte tijden.

## Loopbaan
Ravelli is van Italiaanse komaf. Na een balletopleiding en een studie economie aan het Dudok College volgde Ravelli in 2003 een opleiding communicatie in Amsterdam. In het Zuid-Afrikaanse Kaapstad volgde ze de cursus Acting for students en daarna in Amsterdam de theateropleiding voor gevorderden bij het CREA Theater. Tegelijkertijd speelde ze in enkele toneelstukken van theatergezelschap Rien ne va plus.
Van september 2005 tot en met maart 2007 was Ravelli werkzaam als presentatrice van belspellen als Garito, Game On, Play en SBS Games, uitgezonden op Net5 en SBS6. Ook presenteerde ze korte tijd programma's voor het radiostation voor jongeren Caz!. In 2006 speelde ze ook mee in de videoclip Hartenvrouw van TopStars. Van april 2007 tot november 2014 speelde Ravelli de rol van Lorena Gonzalez in de RTL 4-soap Goede tijden, slechte tijden.
In de zomer van 2008 deed Ravelli namens de charitatieve organisatie Fight cancer, waar zij ambassadrice van is, mee aan de Peking Challenge Race, een jaarlijkse race per motorvoertuig voor het goede doel die door Oost-Europa en Rusland leidt. Datzelfde jaar speelde ze in het VPRO-programma Draadstaal het personage Brenda. Ze was ook te zien in de clip van Yes-R en Chantal Janzen, Vecht mee. In november 2008 was Ravelli te zien bij het programma Ik hou van Holland. Met het programma My first home ging ze langs bij het huis waar ze haar hele jeugd had gewoond. Ook was ze meerdere malen te gast bij TMF. In 2009 had ze een gastrol in de aflevering Er kijkt geen hond! van het programma De TV Kantine en deed ze mee met het programma Dancing with the Stars. Ook deed ze mee met het programma BN'ers in het Park, waarin ze een domme receptioniste speelde die de klanten voor de gek moest houden. In de zomer van 2009 kwam Derek Ogilvie bij haar thuis langs voor het programma Ik kom bij je eten.
Vanaf 12 februari 2010 was Ravelli te zien in het programma Hints als vaste teamcaptain. In december 2010 speelde ze samen met Thijs Römer een gastrol in Gooische Frieten. Een jaar later was ze te gast in het programma Zac's World. Ook deed ze mee aan het programma Wie is de reisleider?, waarbij ze echter nul stemmen kreeg en dus verloor. In 2012 nam ze de presentatie van het programma Daten in het donker op zich, maar dit werd wegens lage kijkcijfers van het scherm gehaald. Daarnaast kreeg Ravelli de hoofdrol in de Nederlandse zombiefilm Zombibi, deze ging op 16 februari 2012 in première. Van 2013 tot 2014 was ze medepresentator van het RTL 4-programma Campinglife. Tevens was ze in 2013 te zien als verpleegster in de film APP. Samen met Marly van der Velden had Ravelli een sieradenlijn Kuise Meisjes en een kledinglijn Label 13.
Ravelli kreeg halverwege 2013 een relatie en zocht vervolgens samen met haar partner de anonimiteit op. Hierdoor is ze sinds 2014 niet meer actief als actrice en presentatrice. Ravelli en haar partner trouwden op Ibiza in september 2016.
Na een werkstilte van ruim vier jaar speelde Ravelli in 2018 een kleine rol in de Nederlandse bioscoopfilm All You Need Is Love.

## Filmografie
| Film                        | Film                               | Film                                  | Film                                                                  |
| Jaar                        | Productie                          | Rol                                   | Opmerkingen                                                           |
| --------------------------- | ---------------------------------- | ------------------------------------- | --------------------------------------------------------------------- |
| 2011                        | Gooische Vrouwen                   | Zichzelf                              | Gastrol                                                               |
| 2012                        | Zombibi                            | Kim                                   | Hoofdrol                                                              |
| 2013                        | Verliefd op Ibiza                  | Zara                                  | Hoofdrol                                                              |
| 2013                        | Droomvrouw                         | Jessica van Beesd                     | Bijrol                                                                |
| 2013                        | APP                                | Verpleegster                          | Bijrol                                                                |
| 2014                        | Assepoester: Een Modern Sprookje   | Petty Akkermans                       | Bijrol                                                                |
| 2014                        | Hartenstraat                       | Michelle                              | Bijrol                                                                |
| 2018                        | All You Need Is Love               | Cindy                                 | Gastrol                                                               |
| Televisie als actrice       |                                    |                                       |                                                                       |
| Jaar                        | Productie                          | Rol                                   | Opmerkingen                                                           |
| 2007-2014                   | Goede tijden, slechte tijden       | Lorena Gonzalez                       | Vaste rol                                                             |
| 2008                        | Draadstaal                         | Brenda                                | Gastrol                                                               |
| 2009                        | De TV Kantine                      | Zichzelf                              | Afl. Er kijkt geen hond                                               |
| 2010                        | Gooische Frieten                   | Zichzelf                              | Afl. Dood Afl. Laatste aflevering?                                    |
| 2011                        | Zappdelict                         | Zichzelf                              | Afl 47                                                                |
| 2011-2012                   | Naranjina                          | Lilka                                 | Vaste rol                                                             |
| 2012                        | Golden Girls                       | Cynthia                               | Afl. Aflevering 10                                                    |
| 2012                        | Mag ik u kussen?                   | Zichzelf                              | Afl. Aflevering 1, Seizoen 2                                          |
| 2013                        | Verliefd op Ibiza                  | Zara                                  | Afl. Terug naar Ibiza Afl. Oost west, thuis best Afl. Sunshine Reggae |
| Televisie als presentatrice |                                    |                                       |                                                                       |
| Jaar                        | Programma                          | Opmerkingen                           | Opmerkingen                                                           |
| 2005-2007                   | Garito, Game On, Play en SBS Games | Verschillende belspellen              | Verschillende belspellen                                              |
| 2010                        | Hints                              | -                                     | -                                                                     |
| 2011                        | Wie is de reisleider?              | Een van de afwisselende presentatoren | Een van de afwisselende presentatoren                                 |
| 2012                        | Daten in het donker                | Een seizoen                           | Een seizoen                                                           |
| 2013-2014                   | Campinglife                        | Presentatieduo met Sander Janson      | Presentatieduo met Sander Janson                                      |